# Rijksbeschermd gezicht Twisk
Gezicht Twisk is een van rijkswege beschermd dorpsgezicht in Twisk in de Nederlandse provincie Noord-Holland. De procedure voor aanwijzing werd gestart op 18 mei 1966. Het gebied werd op 10 februari 1970 definitief aangewezen. Het beschermd gezicht beslaat een oppervlakte van 30,4 hectare.
Panden die binnen een beschermd gezicht vallen krijgen niet automatisch de status van beschermd monument. Wel zal de gemeente het bestemmingsplan aanpassen om nieuwe ontwikkelingen in het gebied te reguleren. De gezichtsbescherming richt zich op de stedenbouwkundige en cultuurhistorische waardering van een gebied en wil het toekomstig functioneren daarvan veiligstellen.